# Malwar
Malwar (nep. मालवार) – gaun wikas samiti w zachodniej części Nepalu w strefie Lumbini w dystrykcie Kapilvastu. Według nepalskiego spisu powszechnego z 2001 roku liczył on 978 gospodarstw domowych i 5784 mieszkańców (2858 kobiet i 2926 mężczyzn).